# Droga wojewódzka nr 534
Droga wojewódzka nr 534 (DW534) – droga wojewódzka łącząca Grudziądz z Rypinem. Na krótkim odcinku w Golubiu-Dobrzyniu ma wspólny przebieg z drogą DW554. W latach 2009–2011 przebudowana na długości 75 km. Droga przebiega przez 5 powiatów: grodzki Grudziądz, grudziądzki (gminy: Grudziądz, Gruta i Radzyń Chełmiński), wąbrzeski (gminy: Ryńsk i Dębowa Łąka), golubsko-dobrzyński (gminy: Golub-Dobrzyń i Radomin) i rypiński (gminy Brzuze i Rypin).

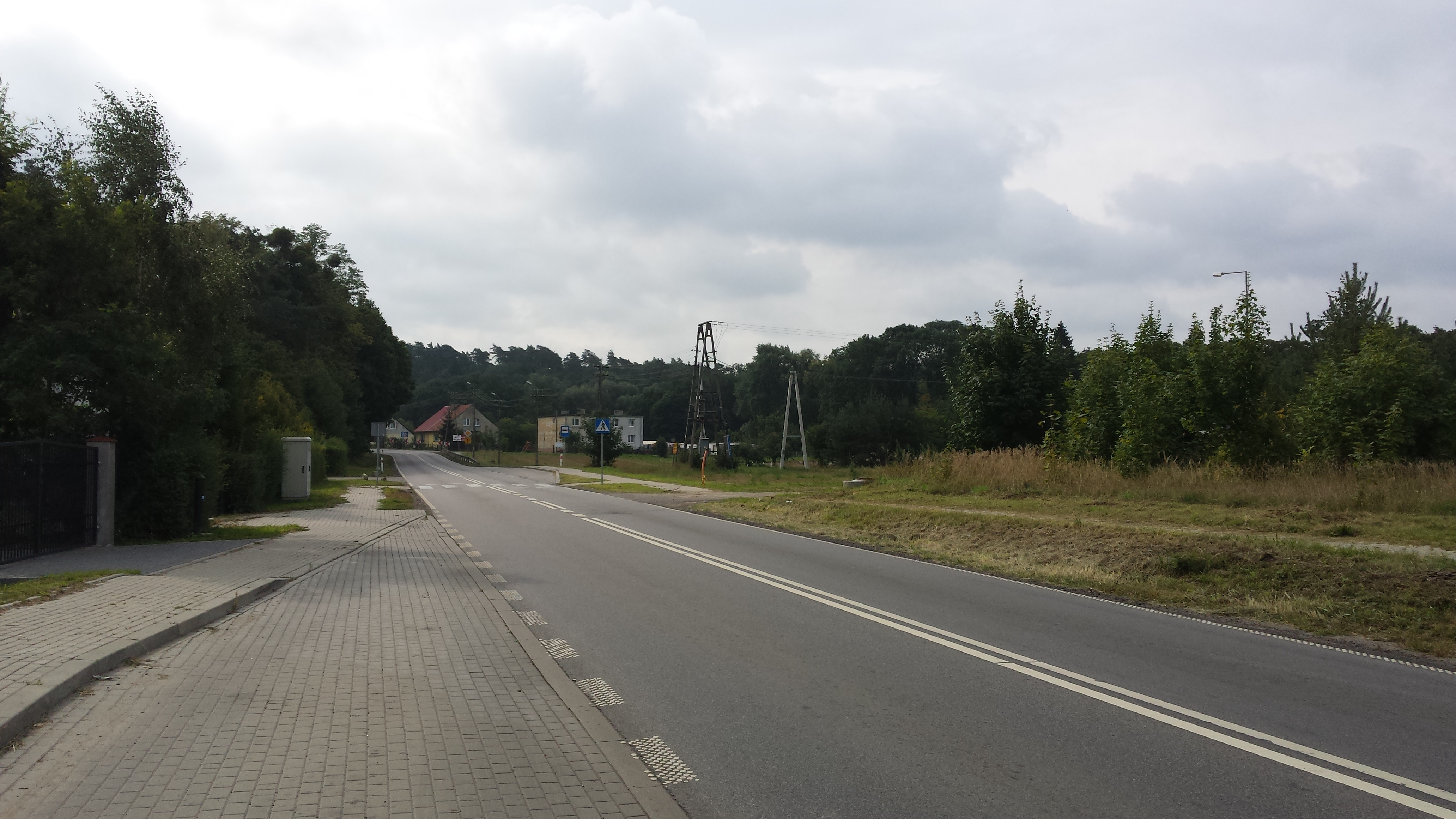
DW534 w Maruszy

## Miejscowości leżące przy trasie DW534
- Grudziądz (DK55, DK16, DW498)
- Gać
- Marusza
- Pokrzywno
- Okonin (DW533)
- Radzyń Chełmiński (DW538, DW543)
- Jarantowice
- Wąbrzeźno (DW548, DW551)
- Niedźwiedź (DW548)
- Lipnica (DK15)
- Owieczkowo
- Golub-Dobrzyń (DW554, DW569)
- Radomin
- Ostrowite (DW556)
- Rypin (DW560, DW563)